# علي أكبر النهاوندي
الشيخ علي أكبر النهاوندي الخراساني (1278 هـ - 1369 هـ). هو رجل دين ومؤلِّف شيعي إيراني من أهل نهاوند، ابتدأ بدراسة العلوم الدينيَّة في إيران بمدينتي بروجرد وإصفهان، ثمَّ هاجر إلى العراق سنة 1299 هـ واستقرَّ بسامراء ملازماً لمحمد حسن الشيرازي المرجع الأعلى للشيعة في زمانه، ثمَّ انتقل من سامراء إلى النجف سنة 1308 هـ، وظلَّ مقيماً فيها عدة سنين إلى سنة 1319 هـ حيث رجع إلى إيران.
استقرَّ في وقتٍ لاحق من عودته إلى إيران بمدينة مشهد سنة 1327 هـ، وكرَّس وقته في الكتابة والتأليف فكتب كتباً عديدة باللغتين الفارسية والعربية.

## مؤلفاته
ذكر الخياباني التبريزي قائمةً بمؤلَّفاته، ومنها:
| - خزينة الجواهر في زينة المنابر. - أنوار المواهب في أسرار المناقب. فارسي. - البنيان الرفيع في أحوال خواجة ربيع. - الجعبة الغالية والجنة العالية. - طور سينا في شرح حديث الكساء. - العبقري الحسان في أحوال الإمام صاحب الزمان. - عناوين الجمعات في شرح دعاء السمات. - جواهر الكلمات في النوادر والمتفرقات. - حاشية على أصل البراءة من فرائد الأصول. - راحة الروح في شرح الحديث أهل بيتي كسفينة نوح. - وسائل العبيد إلى مراحل التوحيد. فارسي في بيان مراتب التوحيد: الذاتي، الصفاتي، الأفعالي، العبادي، في خمسين مجلساً، ثلاثون منها في خصوص البداء. - رسالة في الحقيقة والمجاز. | - الفتح المبين في ترجمة الشيخ علي الحزين. - الفوائد الكوفية في رد الصوفية. - السبع المثاني في نكت أخبار مناقب الحسن الأول إلى الحسن الثاني. - الكوكب الدري في مناقب النبي. - النفحات العنبرية في البيانات الخبرية. - الياقوت الأحمر في من رأى الحجة المنتظر. - اليد البيضاء في مناقب الأمير والزهراء. - لمعات الأنوار في حل مشكلات الآيات والأخبار. فارسي مرتَّب على عشرين لمعة. - أنهار النوائب في أسرار المصائب. فارسي. - مفرح القلوب ومفرج الكروب. فارسي. - جنتان مدهامتان. ذكر الطهراني أنَّه «في فوائد متفرقة بالعربية والفارسية». - رشحة النداء في مسألة البداء. - الإرث. |